# Bajaeolis
Bajaeolis is een geslacht van weekdieren uit de klasse van de Gastropoda (slakken).

## Soort
- Bajaeolis bertschi Gosliner & Behrens, 1986